# Breed 77
Breed 77 ist eine britische Metal-Band.

## Geschichte
Die Band wurde 1996 von den Ex-Winter-of-Torment-Mitgliedern Danny Felice und Stuart Cavilla, Paul Isola und Lawrence Bautista unter dem Namen Breed in London gegründet. Alle Gründungsmitglieder stammen aus Gibraltar, die später eingestiegenen Musiker Pedro Caparros und André Joyzi aus Spanien beziehungsweise Portugal. Seit der Gründung tourten sie auch ohne CD und Plattenlabel unter anderem mit namhaften Bands der Szene, wie Napalm Death und Black Sabbath. Auf Grund von namensrechtlichen Problemen musste die Band sich in Breed 77 umbenennen. 
Im Jahr 2000 bekam die Band ihren ersten Plattenvertrag bei Albert Productions UK. Das nächste Jahr verbrachte die Band dann im Studio, um für ihr Debüt Songs aufzunehmen. Das Album erschien 2001 in England und im darauf folgenden Jahr in den meisten anderen Staaten. 2013 verließ Isola die Band und Rui Lopez wurde sein Nachfolger.
2009 veröffentlichten Breed 77 eine Cover-Version des Songs Zombie von The Cranberries mit dazugehörigem Musikvideo.

## Stil
Die Musik der Band lässt sich am besten in den „Ethno Metal“-Bereich einordnen. In vielen Stücken klingt durch den gelegentlichen Einsatz von Akustikgitarren und die Stimme des Sängers Paul Isola jedoch ein orientalisch anmutender Sound mit durch. In einigen Stücken sind auch Flamenco-Einflüsse zu erkennen.

## Diskografie
- 1998: The Message (Eigenveröffentlichung)
- 1999: Volume One (Eigenveröffentlichung)
- 2002: Breed 77 (Albert Productions)
- 2004: Cultura (Albert Productions, nur in UK erschienen)
- 2005: Breed 77 (Re-Release, Infernal Records)
- 2006: In My Blood - En Mi Sangre (Albert Productions)
- 2007: Un Encuentro (Albert Productions)
- 2009: Insects (Ear Music)
- 2013: Evil Inside (FrostMetal)

## Auszeichnungen
- 1998: Best Unsigned Band (Kerrang!)